# Başçiftlik
Başçiftlik est une ville et un district de la province de Tokat dans la région de la mer Noire en Turquie.